# Віллем III
Віллем III (Вільгельм, нід. Willem III, нім. Wilhelm III., фр. Guillaume III, Віллем Александер Пауль Фредерік Лодевейк; 19 лютого 1817 — 23 листопада 1890) — король Нідерландів та великий герцог Люксембурзький з 17 березня 1849, герцог Лімбурзький, син Віллема II і Анни Павлівни.
У 1834–1837 відвідував Лейденський університет. Між принцом і його батьком існували розбіжності, внаслідок яких принц протягом короткочасного правління Віллема II майже не брав участі у державних справах. Нідерландський народ радісно вітав вступ у 1849 році на престол молодого короля-великого князя.

## Конституціоналізм правління
Віллем III вважав обов'язком триматися в рамках конституції, яку скріпив своєю присягою. Він дозволив собі лише один раз відкрите протиріччя з радниками корони — у 1853, коли внаслідок введення католицької єпископської ієрархії протестантська частина нідерландського населення відчула тривогу. Коли в Амстердам королю була передана масова петиція протестантів, він заявив, що це народний рух ще сильніше скріплює узи, що з'єднують Оранський дім із нідерландським народом. Внаслідок такої заяви уряд Торбеке вийшов у відставку, поступившись місцем консервативному кабінету. Під час святкування 300-літньої річниці початку війни за незалежність Нідерландів, 1 квітня 1872, Віллем III публічно прочитав те місце з акту про звільнення від іспанського панування, в якому заявляється, що правителі існують для народів, а не народи для правителів. Слідом за тим він висловив гарлемському єпископу в приватній аудієнції своє обурення з приводу ультрамонтанської агітації, яка мала на меті перешкодити святкування згаданої річниці.

## Відносини із Німеччиною
Як великий князь Люксембурзький та герцог Лімбурзький нідерландський король був до 1866 членом Німецького союзу. З того часу він почав ставитися до Пруссії з великою недовірою. Коли почалася франко-прусська війна, Віллем III разом із більшою частиною свого народу сподівався, що перемога залишиться на боці Франції.

## Сім'я. Проблема престолонаслідування. Кінець унії з Люксембургом
18 червня 1839 e Штутгарті Віллем одружився зі своєю двоюрідною сестрою Софією, принцесою Вюртемберзькою (онучкою Павла Першого, який доводився йому дідом по материнській лінії), у них було три сини:
- Віллем Ніколас Олександр (1840–1879),
- Віллем Фредерік Моріс (1843–1850),
- Віллем Олександр Карл (1851–1884).

У 1879 Віллем III, що не ладнав зі старшим сином від першого шлюбу (який помер ще за життя Віллема), вступив у другий шлюб із молодою принцесою Еммою Вальдек-Пірмонтською. Народжена від цього шлюбу принцеса Вільгельміна і стала королевою після смерті батька (1890), оскільки другий син Віллема також помер молодим у 1884. У силу закону про регентство, виданого у 1884, при малолітній дочці королева Емма стала правителькою Нідерландів. Тим часом у Великому герцогстві Люксембурзькому, де жіноча лінія не користувалася правом престолонаслідування у силу салічних законів, престол не міг перейти до Вільгельміни, і Люксембург очолив ровесник Віллема принц Нассау Адольф.